# Carlos Eduardo Weyrauch
Carlos Eduardo Weyrauch (Porto Alegre (RS), 12 de agosto de 1946 — Taquara (RS), 13 de junho de 2018) foi um cantor, compositor, músico e radialista brasileiro. Foi um dos precursores do rock gaúcho, atuando durante mais de 50 anos na atividade. Durante os anos 1980 foi proprietário do bar Rocket 88, local onde várias bandas do período, como Garotos da Rua, tiveram a oportunidade de tocar pela primeira vez. Era primo-irmão do músico e agitador cultural Carlinhos Hartlieb. 
Estreou em 1967 em Caxias do Sul como “bandleader” da banda Alphagroup, participando do florescimento do rock feito no estado do Rio Grande do Sul por grupos como Liverpool e Bixo da Seda. Dois anos depois formou a Succo e, a partir dos anos 1970, participou de diversos grupos, como Barra do Porto (1975), Óculos Escuros (1979), Irmãos Brothers (1984), Bric-Brothers (1988) e Mutuca e Os Animais (1991). O álbum Hot Club, do selo Barulhinho, lançado em 1999, foi indicado ao Prêmio Açorianos de Música nas categorias Cantor de Rock e Disco de Blues, contando com Paulinho Supekovia (guitarra solo), Sérgio Stoch (teclados), Lúcio Vargas e Duda Guedes (bateria). Em 2009 fez o show de abertura de Jerry Lee Lewis no Pepsi On Stage.
Em 1988 criou na rádio Felusp FM o programa Hot Club do Mutuca, com uma programação incluindo rock, blues e folk. Em 1991 passou para a rádio Ipanema 94.9 FM onde ficou mais de duas décadas à frente da atração. Entre 2016 e 2017 o programa foi transmitido pela rádio Unisinos FM. O programa também foi transmitido pela internet pelo site Dinâmico FM.
Mantinha no portal do jornal NH o blog HOT CLUB, onde contava histórias sobre o rock gaúcho. Na época do seu falecimento era vice-presidente da Associação Cultural Casa do Rock do Vale do Paranhana.